# Гигг Лейн
«Гигг Лейн» (англ. Gigg Lane) — футбольный стадион, расположенный в Бери, Большой Манчестер, Англия. На данный момент стадион вмещает 11 840 зрителей и является домашней ареной для футбольного клуба «Бери». Помимо футбола, на Гигг Лейн также проводятся матчи по регби, бейсболу, крикету, американскому футболу, другие спортивные мероприятия и соревнования между полицейскими.

## История стадиона
«Гигг Лейн» был построен в 1885 году для футбольного клуба «Бери». Первый матч на «Гигг Лейн» был сыгран 12 сентября 1885 года: в товарищеской игре «Бери» победил «Уиган» со счётом 4:3, а на матче присутствовало около 7 000 зрителей. 1 января 1937 года был зафиксирован рекорд посещаемости матчей на «Гигг Лейн». Встречу «Бери» с «Блэкпулом» посетили 34 386 человек.
В 1990 году стадион пережил реконструкцию. Были установлены индивидуальные сидения, из-за чего вместимость «Гигг Лейн» значительно уменьшилась. В 1999 году была построена четвёртая трибуна («Сэметери Энд»), после чего стадион стал вмещать 11 840 зрителей.

## Трибуны
Болельщики на «Гигг Лейн» располагаются на четырёх трибунах: «Мэйн Стенд», «Сэметери Энд», «Южная трибуна» и «Манчестер Роад Энд».
Все трибуны расположены недалеко от поля. На стадионе есть семейный сектор, он расположен вплотную к «Сэметери Энд». «Мэйн Стенд» и «Сэметери Энд» соединены сектором, где находится крытый отдел полиции. Помимо прочего, на стадионе есть ресторан, отдел полиции и две спортивные площадки.
Рядом со стадионом находится охраняемая автомобильная стоянка. Также на стадионе есть цветное табло.

## Клубы-хозяева
«Бери» — хозяин стадиона, выступает на «Гигг Лейн» с 1885 года. В 1971 году для матчей Кубка Англии стадион арендовали «Россендейл Юнайтед» и «Болтон Уондерерс». Также некоторое время на «Гигг Лейн» играла резервная команда «Манчестер Юнайтед». С 2005 по 2014 год стадион арендовал «Юнайтед оф Манчестер».